# 貝塚町 (名古屋市)
貝塚町（かいづかちょう）は、愛知県名古屋市南区の地名。丁番を持たない単独町名である。住居表示未実施地域。

## 地理
名古屋市南区東部に位置する。東から南は見晴町、西は若草町、北は春日野町・霞町に接する。

## 歴史

### 町名の由来
同地に桜田貝塚があることに由来する。

### 沿革
- 1928年（昭和3年）12月15日 - 南区呼続町の一部により、同区貝塚町として成立[1]。

### 町名の変遷
| 実施後 | 実施年月日     | 実施前（各町名ともその一部） |
| ------ | -------------- | ---------------------------- |
| 貝塚町 | 1928年12月15日 | 呼続町                       |

## 世帯数と人口
2019年（平成31年）4月1日現在の世帯数と人口は以下の通りである。
| 町丁   | 世帯数 | 人口  |
| ------ | ------ | ----- |
| 貝塚町 | 56世帯 | 116人 |

### 人口の変遷
国勢調査による人口の推移
| 1995年（平成7年）  | 164人 | [ WEB 6 ]  |  |
| 2000年（平成12年） | 161人 | [ WEB 7 ]  |  |
| 2005年（平成17年） | 128人 | [ WEB 8 ]  |  |
| 2010年（平成22年） | 129人 | [ WEB 9 ]  |  |
| 2015年（平成27年） | 119人 | [ WEB 10 ] |  |

## 学区
市立小・中学校に通う場合、学校等は以下の通りとなる。また、公立高等学校に通う場合の学区は以下の通りとなる。
| 番・番地等 | 小学校                 | 中学校               | 高等学校 |
| ---------- | ---------------------- | -------------------- | -------- |
| 全域       | 名古屋市立春日野小学校 | 名古屋市立桜田中学校 | 尾張学区 |

## 施設
- 日蓮宗常唱寺[2]

## 史跡
- 桜田貝塚[2]
- 貝塚町遺跡[2]

## その他

### 日本郵便
- 郵便番号 : 457-0035[WEB 3]（集配局：名古屋南郵便局[WEB 13]）。

### 文献
1. 1 2  名古屋市計画局 1992, p. 852.
2. 1 2 3 4 5  「角川日本地名大辞典」編纂委員会 1989, p. 1538.
3. ↑  名古屋市計画局 1992, p. 556.